# Jean-François Dandrieu

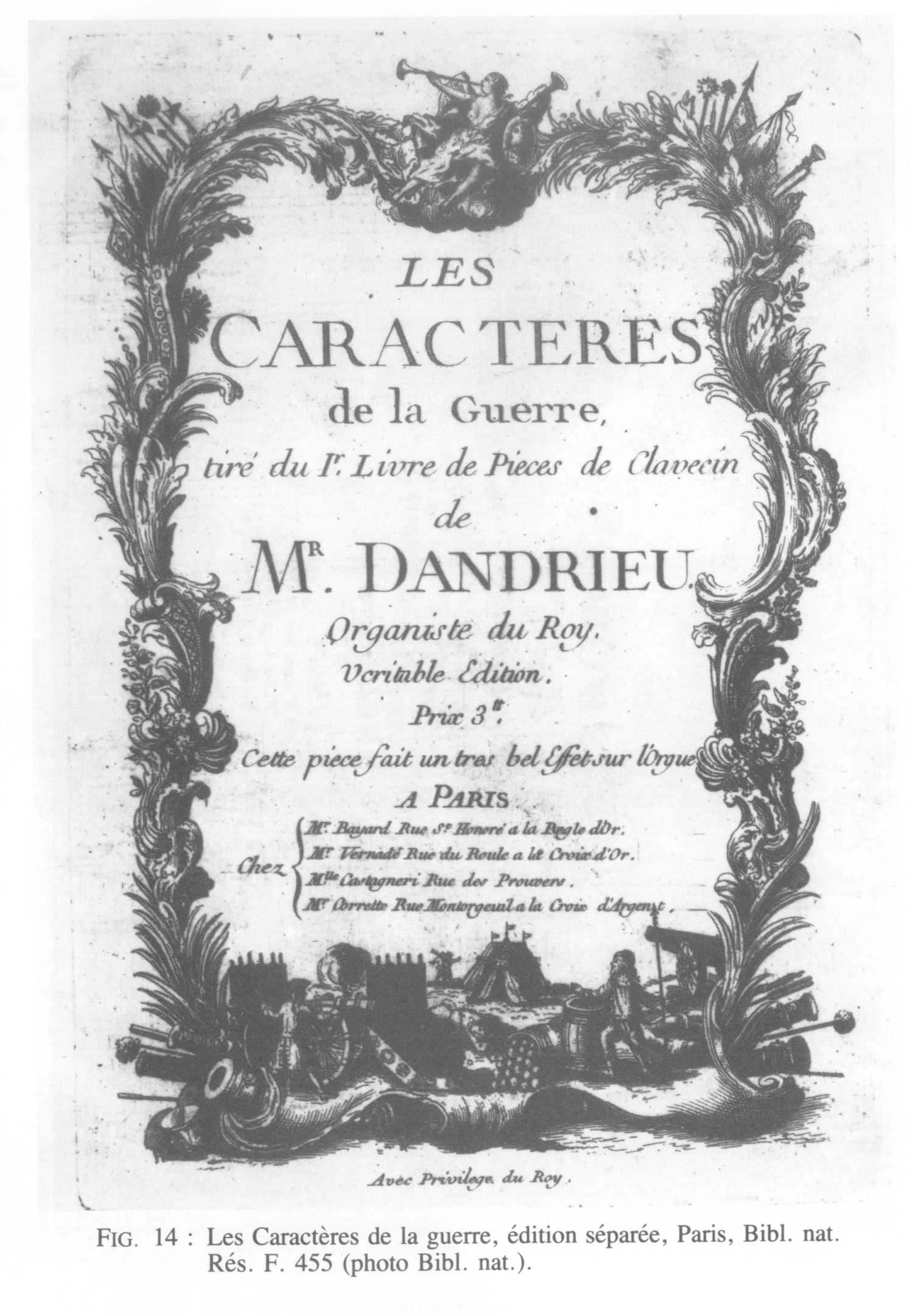
Jean François Dandrieu:Les Caractères de la Guerre

Jean-François Dandrieu (Párizs, 1682 – Párizs, 1738. január 17.) francia zeneszerző, a klavikord-művészet kimagasló egyénisége.

## Pályafutása
Alig 5 éves, amikor már az udvar előtt játszik. Életét mint orgonista tölti el Párizs különböző templomaiban. 40 éves korától haláláig az udvari kápolna orgonistája. Ettől kezdve írja híressé vált csembaló-darabjait, melyeket három kötetben ad ki: 1724, 1727 és 1737-ben. Az első kötet több szvitet tartalmaz, melyek a háború, a vadászat és a falu napjának jeleneteit festik. Valamennyi darabja remek kis jellemkép és életkép, a gáláns művészet egyik főtárgyának, a női léleknek megvilágítása, a természet festése. Sorozatainak és egyes darabjainak címe: Madarak élete; Örvények; Síposok; Sóhajtozó lány; Buzgó lány; Gyengéd szemrehányás; Kotkodácsolás stb. Ezek a felírások nem címek hanem a darabok valóságos tartalmai. Ennek a programzenének hangszere a klavikord pengetett húrjaival alkalmas volt a rokokó zene jellemzőire: cifrázások, díszítések. Dandrieu még írt orgonaműveket és triókat. Elméleti munkája: A klavikord-kíséret alapelvei (Principes de l'accompagnement).